# 상호 규제를 피하기 위한 유사명칭
상호에 특정 단어를 쓸 수 없는 규제가 있어서 이를 피하기 위해 유사명칭을 쓰는 경우가 있다. 이때 원래 의도를 드러내기 위해 간판 등에 비슷하게 보이는 한글이나 기호를 덧붙여놓거나 한글의 형태를 변형하는 경향이 있다.

## 병원의 진료 과목
대한민국의 의료법에 따르면 의료기관의 이름에 ‘일반외과’, ‘정형외과’, ‘신경외과’, ‘흉부외과’, ‘성형외과’ 등의 명칭은 쓸 수 있지만 ‘항문외과’나 ‘갑상선내과’ 등 다른 특수한 진료과목을 이름으로 쓰는 것은 금하고 있다. 이를 쓰기 위해 비슷하게 보이는 한글을 이름으로 등록하는 경우가 많은데, 특히 항문외과가 다양하다.
‘항문’을 돌려서 쓴 예는 다음과 같다.
- 대항(대장·항문의 준말)
- 장문(대장·항문의 준말)
- 문항(거꾸로 쓴 말)
- 창문(ㅊ을 ㅎ으로 보이게 씀)
- 치항(치질·항문의 준말)
- 학문(자음동화에 의해 학문이 항문과 같게 발음되는 것을 이용, ㄱ을 ㅇ처럼 보이게 씀)[1]
- 함문
- 항운(ㅇ을 ㅁ처럼 보이게 씀)
- 항치(항문·치질의 준말)
- 향문

항문외과 밖에는 하지정맥류 전문 병원을 ‘하정외과’로 등록하는 등의 예가 있다.
복지부는 의료법을 개정하여 이 규제를 완화하겠다고 2005년에 밝혔다.

## 기타
- 단란주점 등의 상호에는 ‘노래방’이 들어갈 수 없기 때문에 ‘노래바’, ‘노래밤’, ‘노래장’ 등으로 등록을 한 뒤 간판에 있는 받침 등을 바꿔서 ‘노래방’처럼 보이게 하는 단란주점도 있다. 때문에, 해당 업소를 실제 노래방으로 착각하고 이용했다가 비싼 이용료를 지불해야 하는 경우가 가끔 있다.[2]
- 안마시술소 외에는 상호에 '안마'를 사용하지 못하도록 되어있어 불법성매매업소등지에서 '안♡' 등으로 등록을 하고 있다.

## 같이 보기
- 적색 간판 규제